# Soiuz MS-16
El Soiuz MS-16 fou un vol espacial tripulat de la nau Soiuz llançat el 9 d'abril de 2020. Va transportar tres membres de l'Expedició 62/63 a l'Estació Espacial Internacional.
Aquest és el primer vol tripulat amb el coet Soiuz 2.1a i la primera missió russa amb tripulació que no ha estat llançada des de Plataforma Gagarin (que va començar les reformes de modernització després del Soiuz MS-15) des del Soiuz MS-02 el 2016.

## Tripulació
| Posició           | Tripulació                                                 | Tripulació                                                 |
| ----------------- | ---------------------------------------------------------- | ---------------------------------------------------------- |
| Comandant         | Anatoli Ivanishin, RSA Expedició 62 Tercer vol espacial    | Anatoli Ivanishin, RSA Expedició 62 Tercer vol espacial    |
| Enginyer de vol 1 | Ivan Vagner, RSA Expedició 62 Primer vol espacial          | Ivan Vagner, RSA Expedició 62 Primer vol espacial          |
| Enginyer de vol 2 | Christopher Cassidy, NASA Expedició 62 Tercer vol espacial | Christopher Cassidy, NASA Expedició 62 Tercer vol espacial |

### Tripulació de reserva
| Posició           | Tripulació           | Tripulació           |
| ----------------- | -------------------- | -------------------- |
| Comandant         | Sergey Ryzhikov, RSA | Sergey Ryzhikov, RSA |
| Enginyer de vol 1 | Andrei Babkin, RSA   | Andrei Babkin, RSA   |
| Enginyer de vol 2 | Stephen Bowen, NASA  | Stephen Bowen, NASA  |